# 汉斯·莫泽
汉斯·莫泽（德語：Hans Moser，1901年1月19日—1974年11月18日），瑞士男子马术运动员。他曾代表瑞士参加1936年和1948年夏季奥林匹克运动会马术比赛，获得个人盛装舞步赛金牌。